# Lithobates grylio
Espèce
Synonymes
- Rana grylio Stejneger, 1901

Statut de conservation UICN

 LC  : Préoccupation mineure
Lithobates grylio est une espèce d'amphibiens de la famille des Ranidae originaire des États-Unis.

## Description
Lithobates grylio mesure de 8,2 à 16,5 cm. La femelle est plus grande que le mâle. Son aspect général rappelle l'Ouaouaron mais avec une tête plus fine et pointue. Sa coloration varie de l'olivâtre au brun foncé maculé de taches sombres. Son ventre est de couleur pâle, du blanc au jaune clair avec un motif brun ou noir à la racine des cuisses. Le mâle se distingue de la femelle par sa gorge jaune brillant.

## Répartition et habitat
Cette espèce est originellement endémique du Sud-Est des États-Unis. Elle est présente au sud-est de la Caroline du Sud, au sud de la Géorgie, en Floride, au sud de l'Alabama, au sud du Mississippi, en Louisiane et au nord-est du Texas,.
Elle a été introduite à Porto Rico, aux Bahamas et en République populaire de Chine.
Elle vit dans les lacs permanents, les étangs, les marécages et les cours d'eau.

## Reproduction
La période de reproduction débute fin mai jusqu'au mois d'août. L'hygrométrie de l'air semble jouer un rôle majeur et doit être élevée. La femelle peut pondre jusqu'à 10 000 œufs qui écloront après 2 ou 3 jours. Les têtards peuvent mesurer jusqu'à 100 mm à la fin de leur développement qui durerait un an voire plus (en particulier dans le nord de leur aire de répartition).

## Publication originale
- Stejneger, 1901 : A new species of bullfrog from Florida and the Gulf Coast. Proceedings of the United States National Museum, vol. 24, p. 211-215 (texte intégral).